# КАМАЗ-6520
КАМАЗ-6520 — российский крупнотоннажный грузовой автомобиль-самосвал третьего поколения, выпускаемый Камским автомобильным заводом (КАМАЗ) с 2003 года. С 2003 по 2021 годы было выпущено 61 230 автомобилей этой модели.

## История создания
Цель Камского автомобильного завода — создание грузового автомобиля для крупных строительных, карьерных и сельскохозяйственных работ. До этого завод ограничивался моделями КАМАЗ-55111 грузоподъёмностью 13 тонн и КАМАЗ-65115 на 15 тонн. Этого было недостаточно для удовлетворения потребностей многих отраслей страны. В начале 1990-х годов инженеры начали разработку автомобиля-самосвала нового поколения КАМАЗ-6520, грузоподъёмность которого составляла 20 тонн. Первый опытный образец был изготовлен в декабре 1995 года. Опытную партию из 10 машин выпустили в 1997 году.
Новая модель была создана "с нуля" и не является модернизацией автомобилей предыдущих поколений.
Серийное производство КАМАЗ-6520 началось в 2003 году.

## Описание
Автомобиль-самосвал имеет классическую компоновку с колёсной формулой 6х4.
Кабина - цельнометаллическая, типа 5320 со значительно измененным внешним видом и внутренней отделкой. Расположена над двигателем.
Световые приборы перенесены на бампер (блок-фары).
Дизельный двигатель КАМАЗ-740.51 увеличенного рабочего объёма мощностью 320 л.с., имеющий турбонаддув с промежуточным охлаждением. Изначально мотор отвечал экологическим нормам Евро-2. Позже на машину стали устанавливать двигатели, удовлетворяющие требованиям Евро-3 и мощность довели до 400 л.с. С 2008 года на некоторые КАМАЗ-6520 устанавливался двигатель Cummins ISLe 350. Сегодня экологические нормы подняты вплоть до Евро-5.
- Сцепление - однодисковое, диафрагменного типа.
- Коробка передач - механическая, 16 ступеней.
- Рулевое управление - с гидроусилителем.
- Тормозная система - с пневматическим приводом.
- Задние мосты - с одноступенчатой главной передачей и планетарными колесными редукторами.

## Технические характеристики
- Колёсная формула — 6 × 4[7]
- Весовые параметры и нагрузки, а/м
  - Снаряжённая масса а/м, кг — 13100
  - Грузоподъёмность а/м, кг — 20000
  - Полная масса, кг — 33100
- Двигатель
  - Модель — КАМАЗ-740.51 и его модификации (Евро-2...-5) или Cummins ISLe 350 (Евро-4)
  - Тип — дизельный с турбонаддувом
  - Мощность - 320...400 л.с. в зависимости от двигателя
  - Расположение и число цилиндров — V-образное, 8
  - Рабочий объём, л — 11,76
- Коробка передач
  - Тип — механическая, шестнадцатиступенчатая
- Кабина
  - Тип — расположенная над двигателем, с высокой крышей
  - Исполнение — без спального места или со спальным местом
- Колёса и шины
  - Тип колёс — дисковые
  - Тип шин — пневматические, камерные
  - Размер шин — 315/80/R22.5 или 320-508Р
- Самосвальная платформа
  - Объём платформы, м³ — от 12 до 20 (в зависимости от комплектации
  - Угол подъёма платформы, град — 50
  - Направление разгрузки — назад, имеется комплектация 6520-06 с трёхсторонней разгрузкой
- Общие характеристики
  - Угол преодол. подъёма, не менее, % — 25
  - Внешний габаритный радиус поворота, м — 9,3

## Модификации

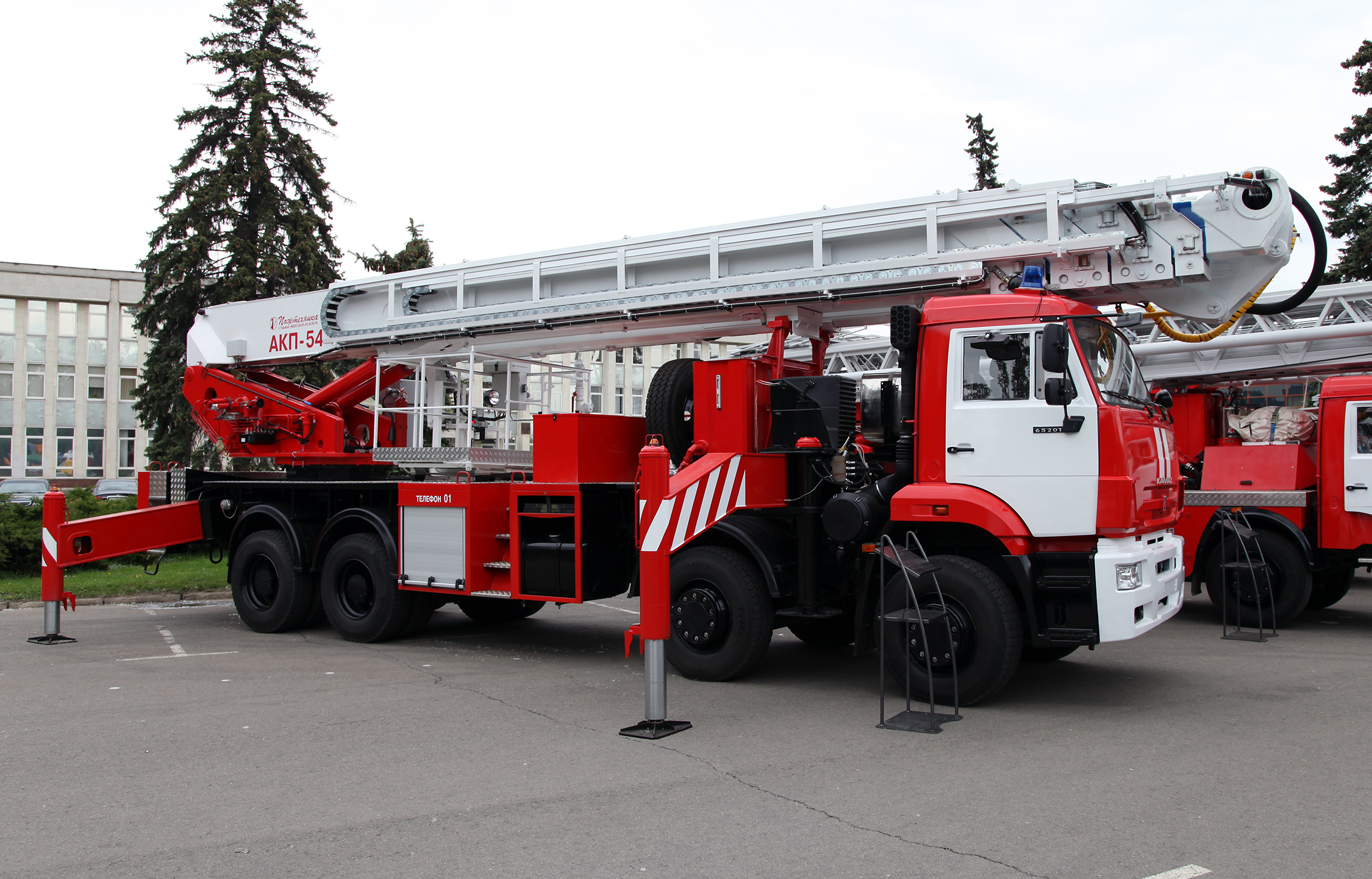
Пожарный автомобиль АКП-54

КАМАЗ-65201 — российский крупнотоннажный грузовой автомобиль-самосвал третьего поколения, выпускаемый Камским автомобильным заводом (КАМАЗ) с 2003 года.
Четырёхосный самосвал КАМАЗ-65201 серийно производится с 2003 года. За основу данной модели был взят автомобиль КАМАЗ-6520. 
Данный грузовик фактически является четырёхосной модификацией КАМАЗа - 6520.
За всю историю производства на автомобили ставили четырёхтактные V-образные восьмицилиндровые дизели КАМАЗ-740.73-400. Трансмиссия взята от немецкого производителя ZF Friedrichshafen AG.
С 2016 года на месте КАМАЗ-65201 производится KAMAZ-6580.
- КАМАЗ-65201-26012-73[14]
- КАМАЗ-65201-21010-43 «Люкс»
- КАМАЗ-65201-26011/26013-73
- КАМАЗ-65201-26010/26012-73